# Eucalyptus costata
Eucalyptus costata är en myrtenväxtart som beskrevs av Behr och Ferdinand von Mueller. Eucalyptus costata ingår i släktet Eucalyptus och familjen myrtenväxter. Inga underarter finns listade i Catalogue of Life.